# 重命

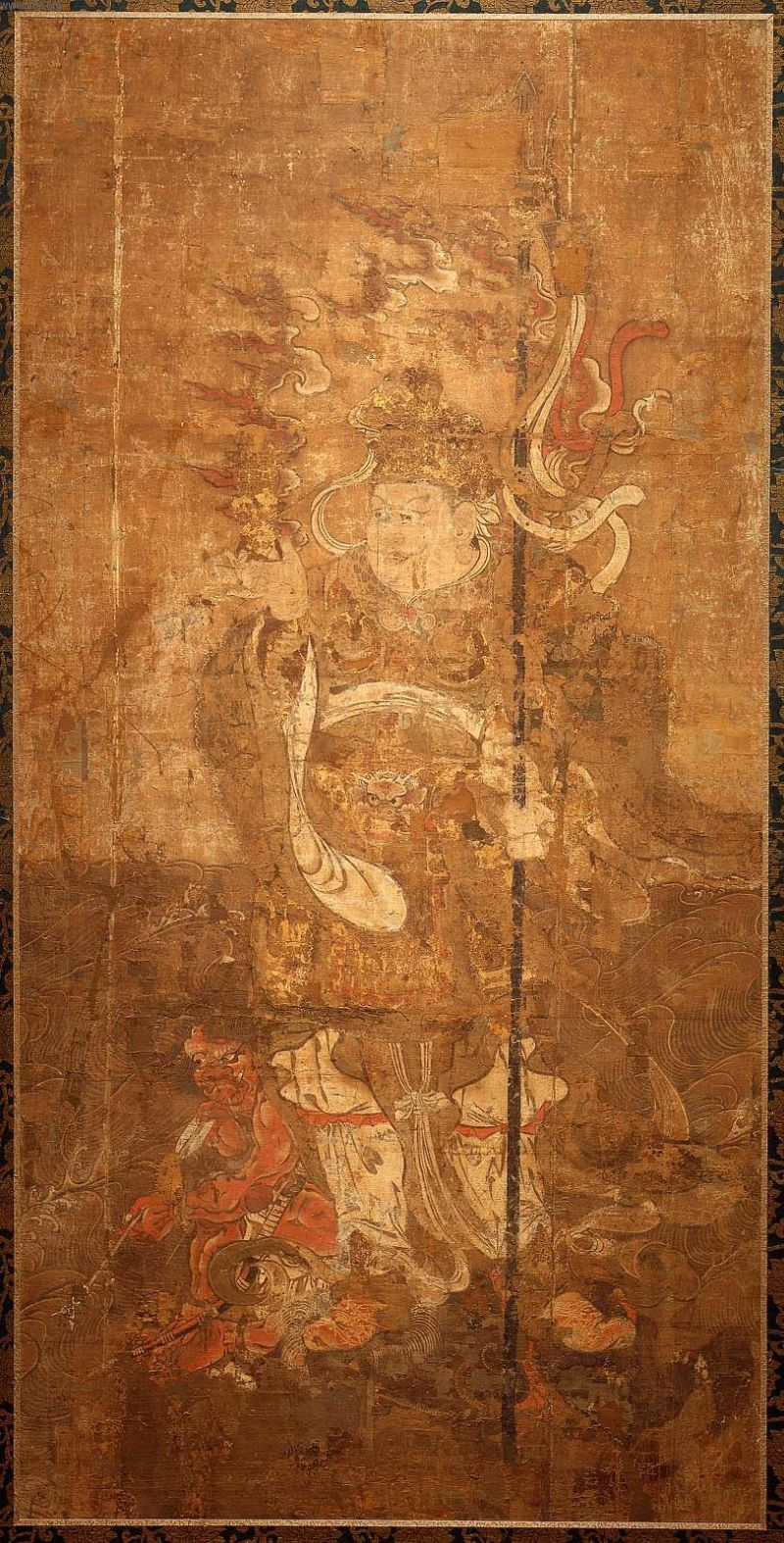
（仏後灌頂十二天杵裏四天王のうちの多聞天、ボストン美術館

重命（ちょうめい、生没年未詳）は、鎌倉時代の絵仏師。または朝命。1233年 - 1295年頃大和国（現在の奈良県）を中心に活躍した。号は尊蓮、尊智の弟子。

## 経歴
- 建長5年（1253年）頃、法橋となる。

## 作品
『内山永久寺置文』から、建長5年（1253年頃）に永久寺の仏後灌頂十二天杵裏四天王を描いたことが知られる。この作品の一部は明治期に海外に流出し現在ボストン美術館が所蔵する。その後、文永5年（1268年）、元興寺極楽坊の聖徳太子像の製作に参加し、文永9年（1272年）、現在東京の観音寺に現存する永久寺旧蔵の観音堂不動八大童子像の制作に参加した。

## 参考資料
- 東京国立博物館「ボストン美術館 日本美術の至宝」展カタログ、2012年
- 柳澤孝「ボストン美術館蔵の四天王図」『在外日本の至宝』毎日新聞社、1980年所収

## 画像

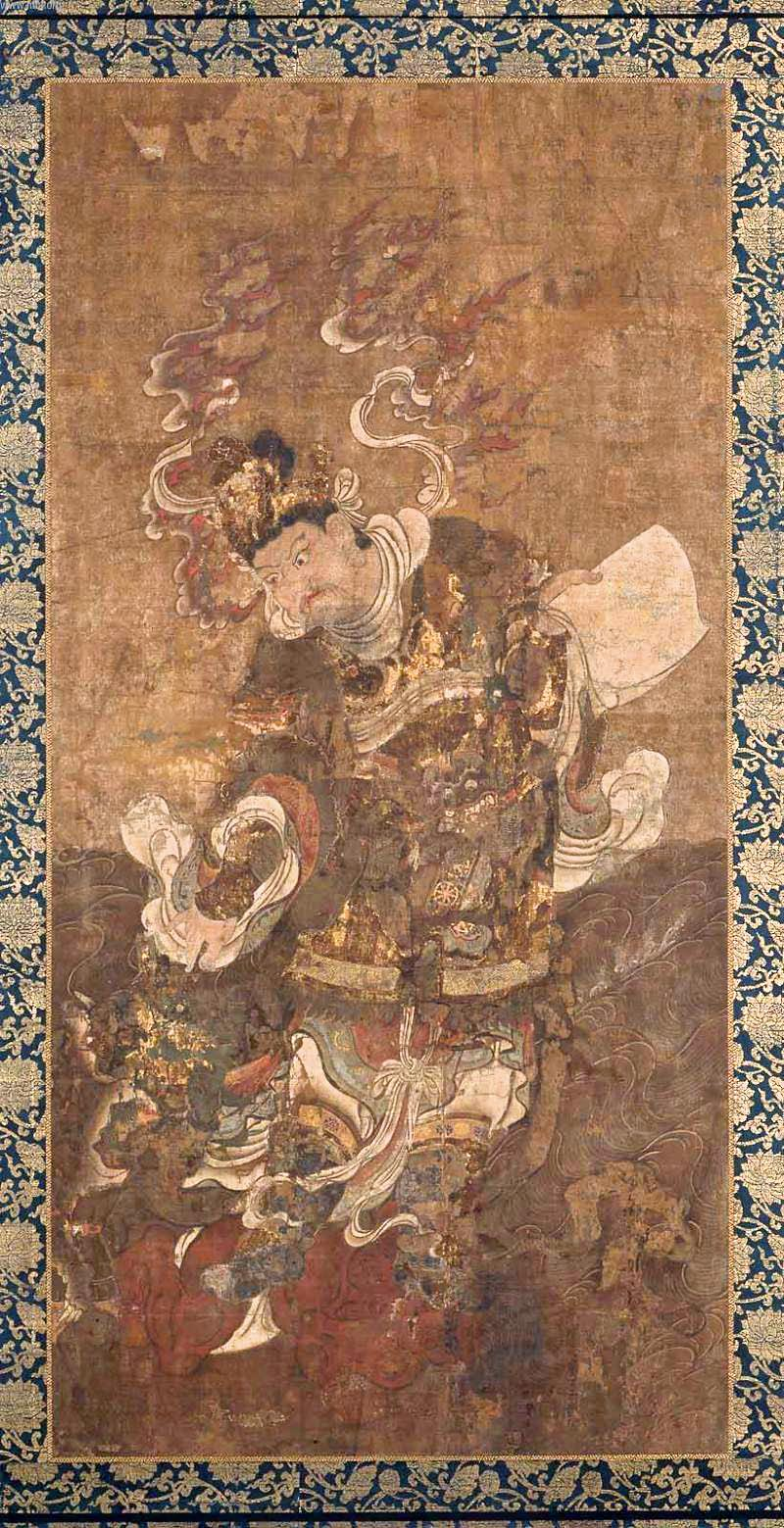
蔵仏後灌頂十二天杵裏四天王のうちの広目天（ボストン美術館）